# Lichi

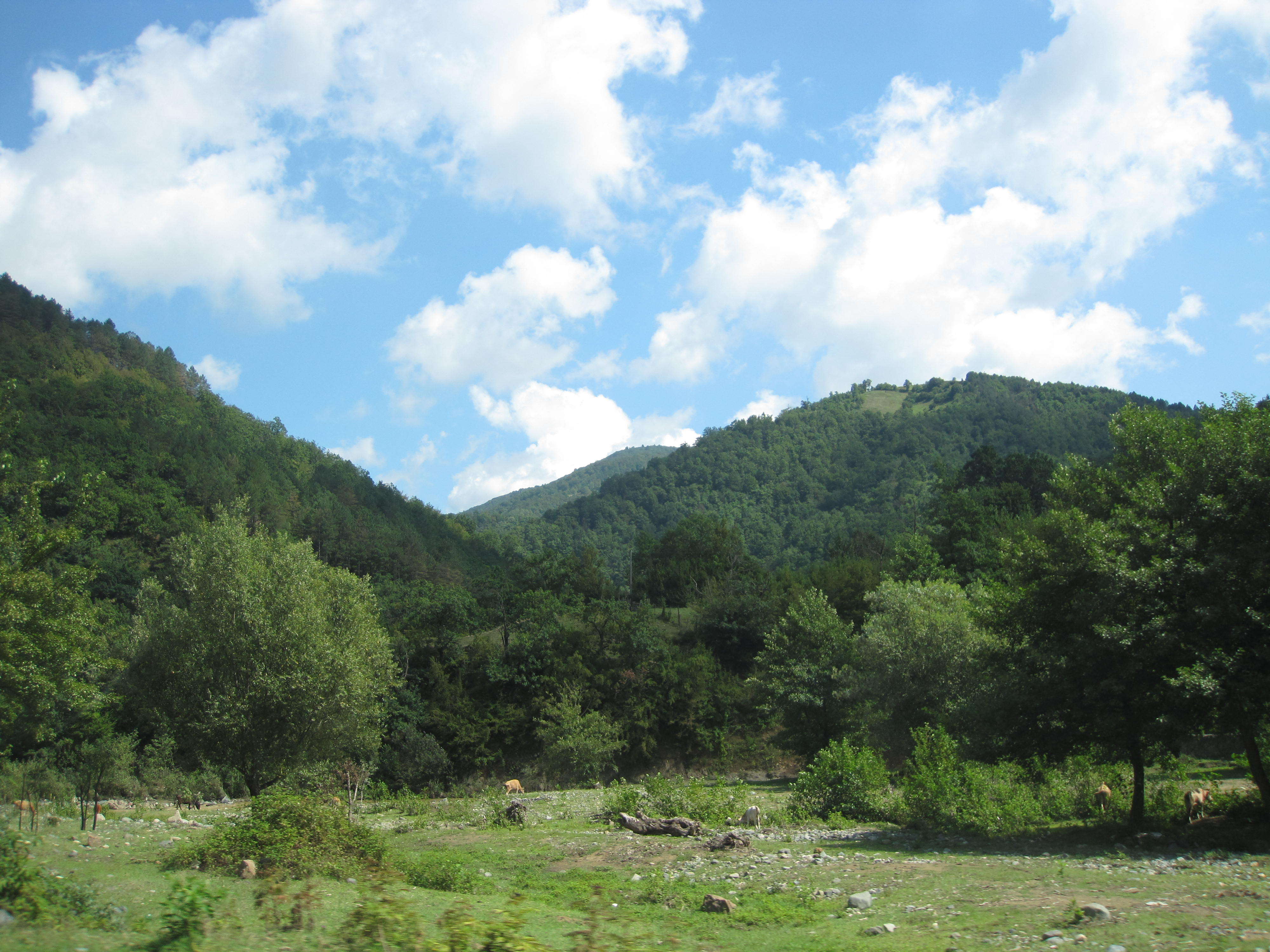
Landskap i Lichibergskedjan.

Lichi (georgiska: ლიხის ქედი, Lichis kedi) eller Surami (georgiska: სურამის ქედი, Suramis kedi) är en bergskedja i Georgien och en del av Kaukasus. Lichi sammanbinder stora Kaukasus med lilla Kaukasus. 
Lichis högsta punkt är belägen 1 926 meter över havet. Det lägst belägna, och viktigaste, bergspasset är Surami på 949 meters höjd över havet. Genom bergspasset går en järnvägstunnel samt Zestaponi-Chasjurimotorvägen.